# Pollenia semiaperta
Pollenia semiaperta este o specie de muște din genul Pollenia, familia Calliphoridae. A fost descrisă pentru prima dată de Egger în anul 1855. Conform Catalogue of Life specia Pollenia semiaperta nu are subspecii cunoscute.